# Paulo Bento
Paulo Jorge Gomes Bento (portugisiskt uttal: [ˈpawlu ˈbẽtu]), född 20 juni 1969, är en portugisisk före detta fotbollsspelare som numera är tränare. Han är för närvarande förbundskapten för Förenade arabemiraten.

## Meriter

### Som spelare
- Estrela Amadora:
  - Portugisiska cupen: 1989–90

- Benfica:
  - Portugisiska cupen: 1995–96

- Sporting:
  - Portugisiska ligan: 2001–02
  - Portugisiska cupen: 2001–02
  - Portugisiska supercupen: 2002

### Som tränare
- Sporting:
  - Portugisiska cupen: 2006–07, 2007–08
  - Portugisiska supercupen: 2007, 2008
  - Portugisiska ligacupen: Andra plats 2007–08, 2008–09

### Individuella
- CNID Årets genombrott - Tränare: 2005–06